# La Nación (1849-1873)
La Nación fue un periódico editado en la ciudad española de Madrid entre 1849 y 1856 y, posteriormente, desde 1864 hasta, al menos, 1873.

## Historia
Editado en Madrid, se imprimió primero en una imprenta propia. El primer número del periódico, un diario, apareció el 1 de mayo de 1849, con cuatro páginas. Estuvo suspendido entre el 29 de junio y el 2 de julio de 1854, así como entre el 5 y el 14 de julio del mismo año. El último número del que tiene constancia Eugenio Hartzenbusch e Hiriart es el del 1 de noviembre de 1856. De inclinación progresista, fue dirigido sucesivamente por Luis Sagastí, José Rua Figueroa  y Daniel Carballo. Entre sus redactores se encontraron nombres como los de Mariano Castillo, Antonio Flores, Francisco de Paula Montemar, Antonio Romero Ortiz y Joaquín Ruiz Cañabate.
En 1864 volvió a publicarse la misma cabecera, primero en la imprenta de Estrada y más tarde en la de J. M. Faraldo. Se trataba por esta época de un diario de cuatro páginas. Su primer número apareció el 2 de mayo de 1864 y suspendió su publicación el 21 de junio de 1866; debió reaparecer a comienzos de 1868 y se seguía publicando en 1870. Según la Hemeroteca Digital de la Biblioteca Nacional de España habría alcanzado el año 1873. Progresista, como en su primera época, tuvo por directores a Julián Santín de Quevedo, Pascual Madoz, Ricardo Molina y Emilio Nieto. Entre sus redactores se contaron Augusto Anguita, José Becerra Armesto, Manuel María Flamant, Miguel Jorro, Gabriel Llamas, Ricardo Molina, Benito Pérez Galdós y Eduardo Perié.